# 爾路卡努
爾路卡努·塔爾-安卡路 Herucalmo Tar-Anducal（第二紀元2526年——第二紀元2657年，在位期間：第二紀元2637年——第二紀元2657年）是英國作家約翰·羅納德·瑞爾·托爾金的史詩式奇幻小說《精靈寶鑽》中的人物。他是努曼諾爾帝國第十六任女皇塔爾-瓦寧美代的丈夫。他名字的意思是「西方之光」 Light of the West。
塔爾-瓦寧美代對國政沒有興趣，所有政事都交由丈夫爾路卡努處理，塔爾-瓦寧美代在位111年，360歲時逝世後，理應是長子塔爾-阿卡林即位，但皇位卻由爾路卡努所奪，自號塔爾-安卡路，統治了努曼諾爾帝國二十年。直到塔爾-安卡路逝世，塔爾-阿卡林才登上原本屬於他的皇位。
由於塔爾-安卡路的皇位是非法的，所以不獲承認，他在位的日子算入兒子塔爾-阿卡林任期內。